# Gantts Quarry
Gantts Quarry es un pueblo ubicado en el condado de Talladega en el estado estadounidense de Alabama. En el censo de 2000, su población era de 0. 

## Geografía
Gantts Quarry está situado en 33°9′9″N 86°17′44″O / 33.15250, -86.29556 (33.152570, -86.295539).
Según la Oficina del Censo de los Estados Unidos, la ciudad tiene un área total de 0.34 millas cuadradas (0.88 km²).

## Localidades adyacentes
Diagrama de las localidades adyacentes en un radio de 16 km a la redonda de Gantts Quarry. 